# Johnnie Walker Classic
O Johnnie Walker Classic foi um torneio masculino de golfe no PGA European Tour, que foi disputado na região da Ásia-Pacífico entre os anos de 1990 e 2009. A edição de 1992 foi a primeira de um torneio do Extremo Oriente pertencente à PGA European Tour. O torneio atraia vários jogadores de golfe mais importantes do mundo. Nove das primeiras edições do torneio foram vencidas pelos jogadores que já foram o número um do ranking mundial masculino de golfe, são eles: Nick Faldo, Fred Couples, Ernie Els, Tiger Woods, Ian Woosnam e Greg Norman.